# Olympische Winterspiele 2010/Shorttrack – 5000 m Staffel (Männer)
Der Wettbewerb in der 5000-m-Shorttrack-Staffel der Männer bei den Olympischen Winterspielen 2010 wurde am 17. und 26. Februar 2010 im Pacific Coliseum ausgetragen.
Olympiasieger wurde die Staffel aus Kanada vor dem Team aus Südkorea. Die Bronzemedaille konnten sich die Athleten aus den Vereinigten Staaten sichern.

## Rekorde

### Bestehende Rekorde
| Weltrekord         | Kwak Yoon-gy, Lee Ho-suk, Lee Jung-su, Sung Si-bak | 6:38,486 min | Salt Lake City | 19. Oktober 2008 |
| Olympischer Rekord | Ahn Hyun-soo, Lee Ho-suk, Seo Ho-jin, Song Suk-woo | 6:43,376 min | Turin          | 25. Februar 2006 |

## Ergebnisse

### Vorläufe
QA – Qualifikation für das A-Finale
QB – Qualifikation für das B-Finale
ADV – Advanced (aufgerückt)
DSQ – Disqualifikation
| Rang | Lauf | Land               | Athleten                                                                | Zeit (min) | Anmerkung |
| ---- | ---- | ------------------ | ----------------------------------------------------------------------- | ---------- | --------- |
| 1    | 1    | Südkorea           | Kim Seoung-il Kwak Yoon-gy Lee Ho-suk Sung Si-bak                       | 6:43,845   | QA        |
| 2    | 1    | Vereinigte Staaten | John Celski Simon Cho Travis Jayner Apolo Anton Ohno                    | 6:46,369   | QA        |
| 3    | 1    | Frankreich         | Maxime Châtaignier Thibaut Fauconnet Benjamin Macé Jean-Charles Mattei  | 6:51,071   | ADV       |
| 4    | 1    | Italien            | Nicolas Bean Yuri Confortola Claudio Rinaldi Nicola Rodigari            | —          | DSQ       |
| 1    | 2    | China              | Han Jialiang Liu Xianwei Ma Yunfeng Song Weilong                        | 6:43,601   | QA        |
| 2    | 2    | Kanada             | Guillaume Bastille Charles Hamelin Olivier Jean François-Louis Tremblay | 6:43,610   | QA        |
| 3    | 2    | Deutschland        | Paul Herrmann Tyson Heung Sebastian Praus Robert Seifert                | 6:47,289   | QB        |
| 4    | 2    | Großbritannien     | Anthony Douglas Jon Eley Tom Iveson Jack Whelbourne                     | 6:50,618   | QB        |

### Finale

#### B-Finale
| Rang | Land           | Athleten                                                 | Zeit (min) | Anmerkung |
| ---- | -------------- | -------------------------------------------------------- | ---------- | --------- |
| 6    | Großbritannien | Anthony Douglas Jon Eley Jack Whelbourne Paul Worth      | 6:50,045   |           |
| 7    | Deutschland    | Paul Herrmann Tyson Heung Sebastian Praus Robert Seifert | 6:50,119   |           |

#### A-Finale
| Rang | Land               | Athleten                                                               | Zeit (min) | Anmerkung |
| ---- | ------------------ | ---------------------------------------------------------------------- | ---------- | --------- |
| 1    | Kanada             | Charles Hamelin François Hamelin Olivier Jean François-Louis Tremblay  | 6:44,224   |           |
| 2    | Südkorea           | Kwak Yoon-gy Lee Ho-suk Lee Jung-su Sung Si-bak                        | 6:44,446   |           |
| 3    | Vereinigte Staaten | John Celski Travis Jayner Jordan Malone Apolo Anton Ohno               | 6:44,498   |           |
| 4    | China              | Han Jialiang Liu Xianwei Ma Yunfeng Song Weilong                       | 6:44,630   |           |
| 5    | Frankreich         | Maxime Châtaignier Thibaut Fauconnet Jérémy Masson Jean-Charles Mattei | 6:51,566   |           |